# TER Bourgogne

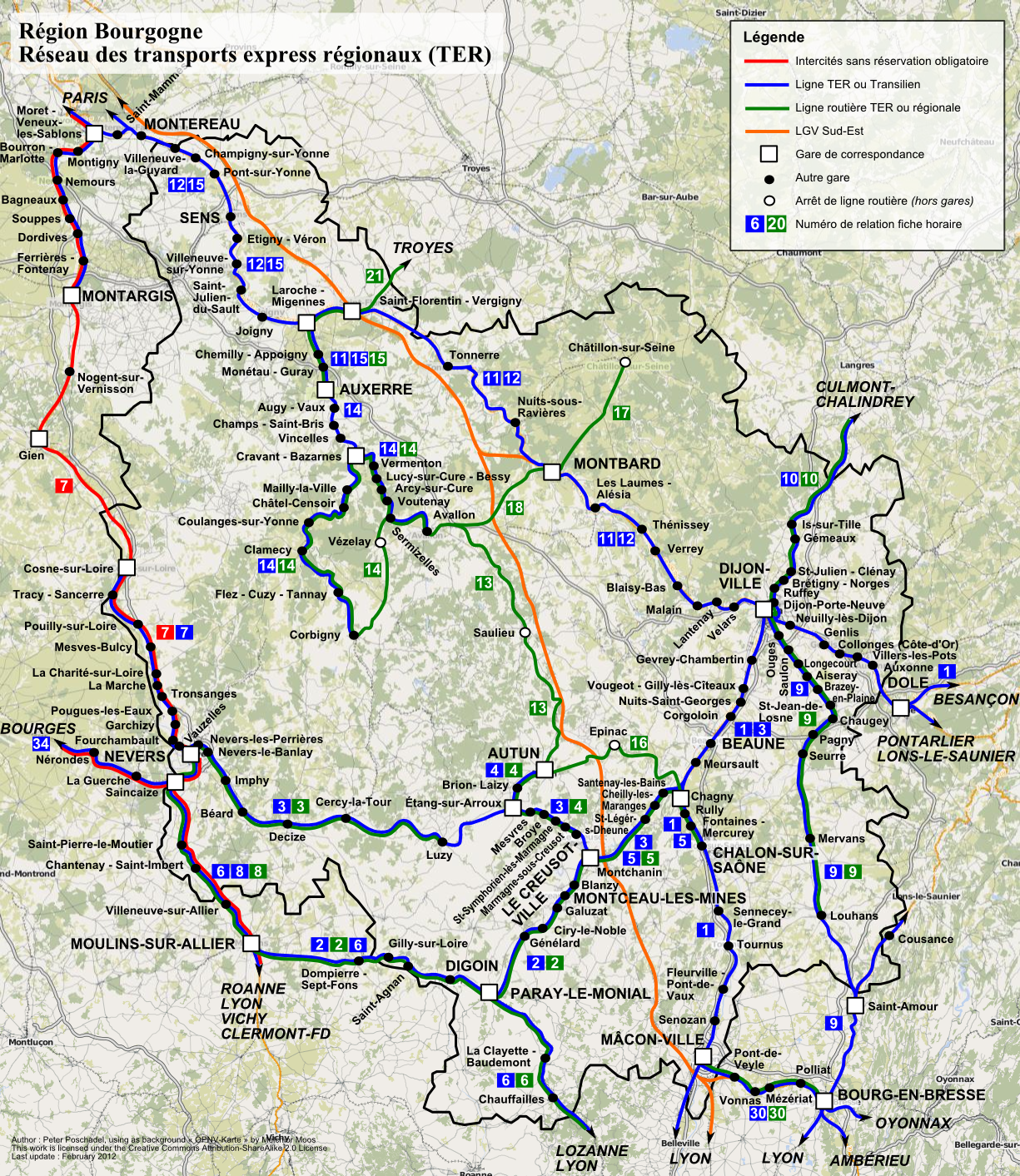
Streckennetz des TER Bourgogne

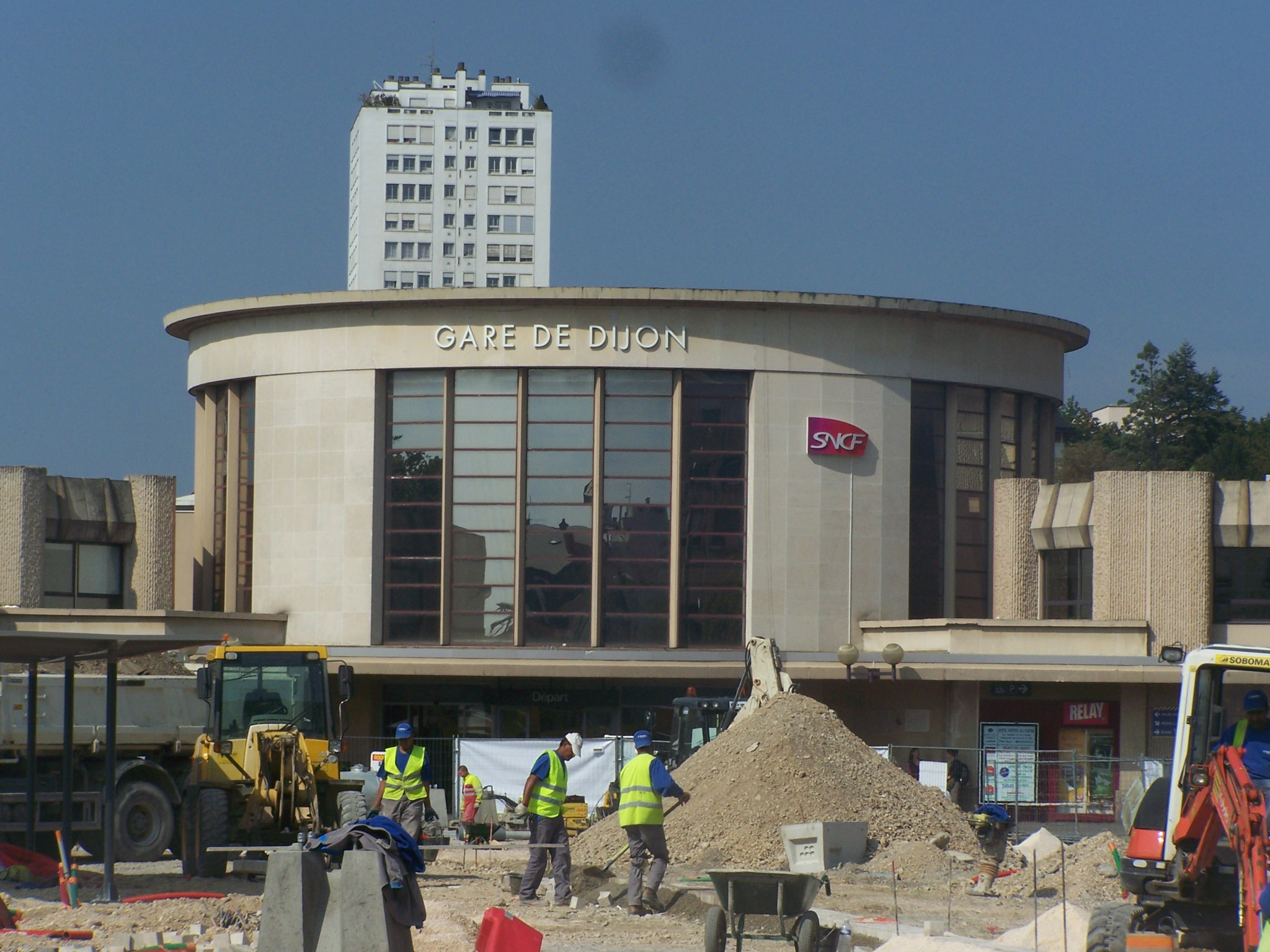
Bauarbeiten auf dem Bahnhofsvorplatz von Dijon im Sommer 2007

Der TER Bourgogne war bis 2017 der Netzbetreiber für die vier Départements in der Region Burgund: Côte-d’Or (21), Nièvre (58), Saône-et-Loire (71) und Yonne (89). Als Gemeinschaftsunternehmen der Regionalverwaltung und der französischen Staatsbahn SNCF stellte er die Transportleistungen im Personenverkehr auf der Schiene und in Bussen zur Verfügung.
Im Zuge der Neuordnung der französischen Regionen wurde der TER Bourgogne 2017 mit dem TER Franche-Comté zum TER Bourgogne-Franche-Comté zusammengeschlossen.

## Netz
Das von der TER Bourgogne in die neue TER Bourgogne-Franche-Comté eingebrachte Verkehrsnetz umfasst 150 Bahnhöfe und Haltestellen. Auf einer Gesamtfläche der Region von 31.580 km² wurden so von jedem Haltepunkt durchschnittlich 210 km² versorgt. Diese Zahl spiegelte die stark ländliche Struktur des Versorgungsgebietes wider. Durchschnittlich wurden täglich 35.000 Reisende befördert, für die 250 bis 280 (je nach Wochentag) Züge, 100 Autobusse und 25 courses en taxi (Linientaxis) eingesetzt werden.
Anfang der 2000er Jahre fanden umfangreiche Instandsetzungsarbeiten an den Stationen statt, für die im Zeitraum 2003–2005 4,5 Mio. Euro aufgewendet wurden. Zu den Arbeiten gehörte die Ausstattung mit neuem Mobiliar, Zugzielanzeigern, Behindertengerechten Zugängen und Ähnliches. Die Kosten teilten sich hälftig die SNCF und die Region Burgund.
Ab 2004 wurde ein Linienkomitee (comités de lignes) eingesetzt, das für einen optimaleren Einsatz der Verbindungen – insbesondere im Schülerverkehr – sorgen sollte. 2004 waren nach eigenen Angaben 92 Prozent der Züge pünktlich.

## Zugmaterial
Der eingesetzte Wagenpark war sehr divers. Bei der Übernahme der Verantwortung von der SNCF im Jahr 2002 betrug das Durchschnittsalter der Züge 35 Jahre. Die häufigste Zuggattung war der X 4630, der aus der Mitte der 1970er Jahre stammte.
| Fahrzeugtyp                                 | Anzahl | Einsatz auf Strecken                | Bemerkungen                                       |
| ------------------------------------------- | ------ | ----------------------------------- | ------------------------------------------------- |
| Corail                                      |        | Dijon – Nevers                      |                                                   |
| X 4630                                      |        | Dijon – Nevers                      | bis Dezember 2009 vollständig durch AGC ersetzt   |
|                                             |        | Dijon/Montchanin – Moulins (Allier) | bis Dezember 2009 X vollständig durch AGC ersetzt |
|                                             |        | Chalon-sur-Saône – Paray/Etang      |                                                   |
|                                             |        | Autun – Etang                       |                                                   |
|                                             |        | Paray – Lyon                        |                                                   |
|                                             |        | Paray – Lyon                        |                                                   |
| B 81500 (AGC) (Dualantrieb: Diesel/Elektro) |        | Dijon – Nevers                      |                                                   |
| Z 27500                                     |        | Paray – Lyon                        |                                                   |
| X 73500                                     |        | Autun – Etang                       |                                                   |

Für die Modernisierung des Wagenparks standen (in den 2000er Jahren) 210 Millionen Euro zur Verfügung; sie führte bis 2008 zu einer Reduzierung des Durchschnittsalters auf 15 Jahre. Nach Abschluss der Arbeiten 2010 sollte kein Wagen im Bestand sein, der älter als 15 Jahre ist.
Vorgesehen war bis dahin:
- insgesamt 96 RRR (Rames réversibles régionales) zur Sicherung der Bedienung des TER
- 18 Autorails grande capacité (AGC) wurden bis Ende 2009 ausgeliefert,
- 17 Autorails, 7 RRR rames réversibles régionales und 86 Corail-Wagen wurden in den Jahren 2007–2010 peu-à-peu renoviert[3]